# Pygostrangalia silvestrii
Pygostrangalia silvestrii är en skalbaggsart som först beskrevs av Friedrich F. Tippmann 1955.  Pygostrangalia silvestrii ingår i släktet Pygostrangalia och familjen långhorningar. Inga underarter finns listade i Catalogue of Life.